# Пеньяэррера Падилья, Бласко
Бласко Пеньяэррера Падилья (исп. Blasco Peñaherrera Padilla; род. 22 февраля 1934, Кито) — эквадорский политический и государственный деятель, вице-президент (1984—1988).

## Биография
Родился 22 февраля 1934 года в Кито, Эквадор. Его детство прошло в Амбато, где он получил начальное образование.
После окончания обучения Пеньяэррера вступил в Эквадорскую радикальную либеральную партию, а уже в 1978 году был предложен на должность её лидера. Спустя некоторое время партия выбрала Франсиско Уэрту Монтальво и Бласко Пеньяэрреру Падилью в качестве кандидатов на пост президента и вице-президента Эквадора, однако, Уэрта был исключён из президентской гонки из-за контракта с правительством. В августе 1984 года Пеньяэррера был избран вице-президентом страны в паре с Леоном Фебрес-Кордеро Рибаденейрой на четырёхлетний срок.
В 2024 году Бласко Пеньяэррера Падилья представил авторскую книгу «Противоречия и предложения. Последние десятилетия XX века», которая представляет собой подборку его статей, опубликованных в журнале «Vistazo» с 1960-х по 1990-е годы.

## Личная жизнь
В 1955 году Пеньяэррера женился на Зейнеб Солах, с которой они воспитывали троих детей. Солах скончалась 17 июля 2021 года в возрасте 87 лет.